# Кржинце
Кржинце је насеље у Србији у општини Владичин Хан у Пчињском округу. Према попису из 2022. било је 169 становника (према попису из 2011. било је 236 становника).
Село Кржинце је најјужније село Грделичке Клисуре. Лежи недалеко од Јужне Мораве и у близини околних насеља: Манајла, Балиновца, Ружића итд.

## Тип села
Село је разбијеног типа. Разликује се онолико махала колико има родова. Најстарије су Долинарска и Деда Стаменковска Махала. Кржнице је имало 1960. године 64 дома.

## Географија
Поједини крајеви атара носе ове називе: Страње, Камен, Рид, Голем Шип, Ширине, Миркова Чука, Шупљи Цер, Коњарник, Уплат, Пиљковац, Гомиле, Свињче, Голем Вир, Белутак, Плочак, Село или Старо Село и Св. Тројица.

## Историја
Назив Гомиле односи се на једну косу јужно од села, близу Јужне Мораве. Мештани причају да тамо има: „неке рупчине, копотине и зидотине”. По народном веровању те старине су припадале „Латинима”. Данас је ова коса под пашом и њивама.
Село или Старо Село је место према западу. Сада су тамо њиве, сеоско гробље и једна чесма. Поред гробова садашњих становника, тамо се налазе и неки веома стари гробови. Њихов положај је исток-запад. У унутрашњости тих гробова налажене су камене плоче.
Св. Тројице је место у потесу Ширине. Тамо су мештани откопавали старе цигле. Они наводе да је „ту нешто било” у прошло време. На поменутом месту сада је сеоски запис. Ту се приређује сеоска слава другог дана Духова.

## Постанак села
По садашњем становништву Кржинце није много старо село. Најпре су се однекуда доселила два српска рода. Они су основали данашњу Долинарску и Деда Стаменкову Махалу. То је могло бити крајем 18. или почетком 19. века. Касније су њихови дељеници и други досељеници основали остале махале.

## Демографија
У насељу Кржинце живи 198 пунолетних становника, а просечна старост становништва износи 40,3 година (38,2 код мушкараца и 42,2 код жена). У насељу има 76 домаћинстава, а просечан број чланова по домаћинству је 3,38.
Ово насеље је великим делом насељено Србима (према попису из 2002. године), а у последња три пописа, примећен је пад у броју становника.
|  |

| Демографија | Демографија | Демографија |
| Година      | Становника  | Становника  |
| ----------- | ----------- | ----------- |
| 1948.       | 302         |             |
| 1953.       | 304         |             |
| 1961.       | 426         |             |
| 1971.       | 314         |             |
| 1981.       | 282         |             |
| 1991.       | 263         | 263         |
| 2002.       | 257         | 257         |
| 2011.       | 236         |             |
| 2022.       | 169         |             |

| Етнички састав према попису из 2002.‍ | Етнички састав према попису из 2002.‍ | Етнички састав према попису из 2002.‍ | Етнички састав према попису из 2002.‍ | Етнички састав према попису из 2002.‍ |
| ------------------------------------ | ------------------------------------ | ------------------------------------ | ------------------------------------ | ------------------------------------ |
|                                      |                                      |                                      |                                      |                                      |
| Срби                                 | Срби                                 |                                      | 256                                  | 99,61%                               |
| Чеси                                 | Чеси                                 |                                      | 1                                    | 0,38%                                |
| непознато                            | непознато                            |                                      | 0                                    | 0,0%                                 |

| Година пописа     | 1948. | 1953. | 1961. | 1971. | 1981. | 1991. | 2002. |
| ----------------- | ----- | ----- | ----- | ----- | ----- | ----- | ----- |
| Број домаћинстава | 53    | 59    | 138   | 71    | 69    | 71    | 76    |

| Број чланова      | 1  | 2  | 3 | 4  | 5  | 6 | 7 | 8 | 9 | 10 и више | Просек |
| ----------------- | -- | -- | - | -- | -- | - | - | - | - | --------- | ------ |
| Број домаћинстава | 15 | 12 | 8 | 20 | 13 | 7 | 1 | 0 | 0 | 0         | 3,38   |

| Пол    | Укупно | Неожењен/Неудата | Ожењен/Удата | Удовац/Удовица | Разведен/Разведена | Непознато |
| ------ | ------ | ---------------- | ------------ | -------------- | ------------------ | --------- |
| Мушки  | 102    | 30               | 64           | 5              | 3                  | 0         |
| Женски | 108    | 15               | 64           | 27             | 2                  | 0         |
| УКУПНО | 210    | 45               | 128          | 32             | 5                  | 0         |

| Пол    | Укупно                    | Пољопривреда, лов и шумарство | Рибарство                            | Вађење руде и камена | Прерађивачка индустрија       |
| ------ | ------------------------- | ----------------------------- | ------------------------------------ | -------------------- | ----------------------------- |
| Мушки  | 53                        | 3                             | 0                                    | 0                    | 23                            |
| Женски | 22                        | 1                             | 0                                    | 0                    | 12                            |
| УКУПНО | 75                        | 4                             | 0                                    | 0                    | 35                            |
| Пол    | Производња и снабдевање   | Грађевинарство                | Трговина                             | Хотели и ресторани   | Саобраћај, складиштење и везе |
| Мушки  | 2                         | 7                             | 4                                    | 1                    | 9                             |
| Женски | 1                         | 0                             | 4                                    | 0                    | 1                             |
| УКУПНО | 3                         | 7                             | 8                                    | 1                    | 10                            |
| Пол    | Финансијско посредовање   | Некретнине                    | Државна управа и одбрана             | Образовање           | Здравствени и социјални рад   |
| Мушки  | 0                         | 0                             | 0                                    | 1                    | 0                             |
| Женски | 0                         | 0                             | 0                                    | 2                    | 1                             |
| УКУПНО | 0                         | 0                             | 0                                    | 3                    | 1                             |
| Пол    | Остале услужне активности | Приватна домаћинства          | Екстериторијалне организације и тела | Непознато            | Непознато                     |
| Мушки  | 2                         | 0                             | 0                                    | 1                    | 1                             |
| Женски | 0                         | 0                             | 0                                    | 0                    | 0                             |
| УКУПНО | 2                         | 0                             | 0                                    | 1                    | 1                             |